# Маријана Јовелић
Маријана Јовелић (Суботица, 1974) српски је песник и есејиста.

## Биографија
Рођена 6. децембра 1974. године у Суботици. Завршила је Филозофски факултет – група историја, у Београду, где је стекла и музичко образовање, завршивши музичку школу „Станислав Бинички”, одсек клавир.
Поезију и есеје објављује у периодици. Објављивала у „Повељи”, „Београдском књижевном часопису”, „Корацима”, „Пољима”, „Сенту”, „Књижевном Листу”, „Градини”, „Балканском књижевном гласнику”, „Златној греди”, „Летопису матице српске”, „Руковету”, “Екерману”, “Кварталу”.
Звање кустоса и вишег кустоса стекла у Народном музеју у Београду. Аутор је бројних стручних радова из области униформологије, објављених у музејским и архивским часописима, као и у зборницима научно-стручних скупова.
Аутор је изложби Из непознатих фондова Војног музеја и Два века војне униформе у Србији. Учествовала, као сарадник, на три изложбе међународног карактера. Ради као виши кустос и водич кроз музејску поставку у Војном музеју у Београду. Члан је Музејског друштва Србије и Српског књижевног друштва.

## Књиге поезије
- Каноса пред твојом душом, 2005.
- Кондор, Повеља, 2015, ужи избор за наградуБранко Миљковић.